# Филиппов, Александр Фридрихович
Алекса́ндр Фри́дрихович Фили́ппов (род. 27 мая 1958 года, Нижний Тагил, Свердловская область, РСФСР, СССР) — советский и российский социолог, философ, переводчик. Кандидат философских наук (1984), доктор социологических наук (2003), профессор. Профессор (с 2006) и заведующий кафедрой практической философии (с 2004) Национального исследовательского университета «Высшая школа экономики».

## Биография
Родился 27 мая 1958 года в Нижнем Тагиле в семье известного социолога Ф. Р. Филиппова.
В 1980 году окончил философский факультет МГУ имени М. В. Ломоносова по специальности «Философия».
В 1984 году окончил аспирантуру Института социологических исследований АН СССР и там же под научным руководством доктора философских наук Ю. Н. Давыдова защитил диссертацию на соискание учёной степени кандидата философских наук по теме «Теоретические основы социологии Никласа Лумана (критический анализ)» (специальность — 09.00.03 «История философии»).
14 декабря 2003 года в МГИМО защитил диссертацию на соискание учёной степени доктора социологических наук по теме «Теоретические основания социологии пространства» (Специальность — 22.00.01 «Теория, история и методология социологии»); официальные оппоненты — доктор философских наук, профессор А. Г. Эфендиев, доктор философских наук, профессор В. Г. Федотова, доктор философских наук, профессор Ю. А. Кимелев; ведущая организация — кафедра политологии и социологии Московского педагогического государственного университета.
С 1983 по 2003 год работал научным сотрудником в Институте социологических исследований АН СССР / Институте социологии РАН.
С 1995 по 2014 год был профессором Московской высшей школы социальных и экономических наук, где в 1997—2003 годах также являлся деканом факультета социологии.
С 2004 года заведует кафедрой практической философии Национального исследовательского университета «Высшая школа экономики», с 2006 года профессор. Возглавляет также Центр фундаментальной социологии при Институте гуманитарных историко-теоретических исследований имени А. В. Полетаева НИУ ВШЭ. главный редактор журнала «Социологическое обозрение».
Исследовательские интересы Филиппова во многом определились благодаря изучению концепции Никласа Лумана, которому посвящена его кандидатская диссертация. В настоящее время А. Ф. Филиппов занимается наследием Карла Шмитта, социологией пространства и теорией социальных событий.

## Научные труды

### Монографии
- Филиппов А. Ф. Теоретические основания социологии пространства. — М.: Канон-пресс-Ц, 2003.
- Филиппов А. Ф. Конструирование прошлого в процессе коммуникации: Теоретическая логика социологического подхода. — Препринт (версия мая 2004 года) (недоступная ссылка) — М.: ГУ ВШЭ, 2004. — 56 с.
- Филиппов А. Ф. Социология пространства. — СПб.: Владимир Даль, 2008. — 285 с. — ISBN 978-5-93615-078-4.
- Филиппов А. Ф. Социологическая теория: История, современность, перспективы / Альманах журнала «Социологическое обозрение». — СПб.: Владимир Даль, 2008.
- Филиппов А. Ф. Sociologia: Наблюдения. опыты. перспективы. — Т. 2. — СПб.: Владимир Даль, 2015. — 468 с. — ISBN 978-5-93615-165-1.
- Абрамов Р. Н., Баньковская С. П., Гофман А. Б., Девятко И. Ф., Зотов А. А., Ионин Л. Г., Ковалёв А. Д., Ковалёва М. С., Кравченко А. И., Орлова Н. К., Сапов В. В., Филиппов А. Ф., Фомина В. Н., Шамшурин В. И., Шматко Н. А. История теоретической социологии. XX век. Стабилизационное сознание и социологическая теория в век кризиса: Учебное пособие для вузов. — 3-е изд., перераб. и доп. / Рук. Давыдов Ю. Н.; Отв. ред.: Девятко И. Ф., Ковалёва М. С., Фомина В. Н. — М.: Академический проект, Гаудеамус, 2010. — 308 с. — ISBN 978-5-8291-1046-8. — (Концепции). — (Фундаментальный учебник).
- Абрамов Р. Н., Баньковская С. П., Гофман А. Б., Девятко И. Ф., Зотов А. А., Ионин Л. Г., Ковалёв А. Д., Ковалёва М. С., Кравченко А. И., Орлова Н. К., Сапов В. В., Филиппов А. Ф., Фомина В. Н., Шамшурин В. И., Шматко Н. А. История теоретической социологии. XX век. История теоретической социологии. Начало XX века. Первый общетеоретический кризис социологии: Учебное пособие для вузов. — 3-е изд., перераб. и доп. / Рук. Давыдов Ю. Н.; Отв. ред.: Девятко И. Ф., Ковалёва М. С., Фомина В. Н. — М.: Академический проект, Гаудеамус, 2010. — 354 с. — ISBN 978-5-98426-097-8. — (Концепции). — (Фундаментальный учебник).
- Абрамов Р. Н., Баньковская С. П., Гофман А. Б., Девятко И. Ф., Зотов А. А., Ионин Л. Г., Ковалёв А. Д., Ковалёва М. С., Кравченко А. И., Орлова Н. К., Сапов В. В., Филиппов А. Ф., Фомина В. Н., Шамшурин В. И., Шматко Н. А. История теоретической социологии. Предыстория социологии: Учебное пособие для вузов. — 3-е изд., перераб. и доп. / Рук. Давыдов Ю. Н.; Отв. ред.: Девятко И. Ф., Ковалёва М. С., Фомина В. Н. — М.: Академический проект, Гаудеамус, 2010. — 354 с. — 978-5-98426-096-1. — (Концепции). — (Фундаментальный учебник).
- Абрамов Р. Н., Баньковская С. П., Гофман А. Б., Девятко И. Ф., Зотов А. А., Ионин Л. Г., Ковалёв А. Д., Ковалёва М. С., Кравченко А. И., Орлова Н. К., Сапов В. В., Филиппов А. Ф., Фомина В. Н., Шамшурин В. И., Шматко Н. А. История теоретической социологии. Социология второй половины XX — начала XXI века: Учебное пособие для вузов. — 3-е изд., перераб. и доп. / Рук. Давыдов Ю. Н.; Отв. ред.: Девятко И. Ф., Ковалёва М. С., Фомина В. Н. — М.: Академический проект, Гаудеамус, 2010. — 526 с. — 978-5-98426-099-2. — (Концепции). — (Фундаментальный учебник).

### Статьи
на русском языке
- Филиппов А. Ф. Социология и космос: Суверенитет государства и суверенность социального // Социо-Логос. — Вып. 1. Общество и сферы смысла. — М.: Прогресс, 1991. — С. 241—273.
- Филиппов А. Ф. Наблюдатель империи: Империя как социологическая категория и социальная проблема // Вопросы социологии. — 1992. — № 1. — С. 89—120.
- Филиппов А. Ф. Элементарная социология пространства // Социологический журнал. — 1995. — № 1. — С. 45—69.
- Филиппов А. Ф. Смысл империи: К социологии политического пространства. // Иное: Хрестоматия нового российского самосознания. — 1995.
- Филиппов А. Ф. О понятии «теоретическая социология» // Социологический журнал. — 1997. — № 1—2. — С. 5—37.
- Филиппов А. Ф. Ещё одна попытка социологического просвещения (недоступная ссылка) // Социологическое обозрение. — 2001. — Т. 1. — № 1. — С. 3—4.
- Филиппов А. Ф. Георг Зиммель как классик социологии // Новое и старое в теоретической социологии / Отв. ред.: Ю. Н. Давыдов. Кн. 2. — М.: Институт социологии РАН, 2001. — С. 43—55.
- Филиппов А. Ф. Социология пространства как теоретическая альтернатива // Россия трансформирующееся общество / Под редакцией В. А. Ядова. — М.: Издательство «КАНОН-пресс-Ц», 2001. — ISBN 5-93354-008-0. — C. 45—63.
- Филиппов А. Ф. Гетеротопология родных просторов // Отечественные записки. — 2002. — № 6.
- Филиппов А. Ф. Новый электронный журнал для социологов // Социологические исследования. — 2002. — № 10. — С. 1—5.
- Филиппов А. Ф. К вопросу об элементном составе социальности // Россия реформирующаяся: Ежегодник — 2003 / Отв. ред. Л. М. Дробижева. — М.: Институт социологии РАН, 2003. — ISBN 5-89697-081-1. — С. 39—56.
- Филиппов А. Ф. К теории социальных событий // Философско-литературный журнал «Логос». — 5 (44). — 2004. — С. 3—28.
- Филиппов А. Ф. Универсум или плюриверсум? // Космополис. — 2004. — № 3 (9). — С. 88—92.
- Филиппов А. Ф. Спор о методе невозможен // Неприкосновенный запас. Дебаты о политике и культуре. — 2004. — № 35.
- Филиппов А. Ф. Энергия солидарности // Платное образование. — 2005. — № 12. — С. 11—12.
- Филиппов А. Ф. Пространство политических событий // Полис (Политические исследования). — 2005. — № 2. — С. 6—25.
- Филиппов А. Ф. Конструирование прошлого в процессе коммуникации: теоретическая логика социологического подхода // Феномен прошлого / Отв. ред.: И. М. Савельева, А. В. Полетаев. — М.: Издательский дом ГУ-ВШЭ, 2005. — С. 96—120.
- Филиппов А. Ф. Триггеры абсолютных событий // Философско-литературный журнал «Логос». — 2006. — № 5 (56). — С. 104—117.
- Филиппов А. Ф. Политическая эзотерика и политическая техника в концепции Карла Шмитта // Полис (Политические исследования). — 2006. — № 3.
- Филиппов А. Ф., Куракин Д. Ю. Возможность корпорации: К социологическому описанию университета // Неприкосновенный запас. Дебаты о политике и культуре. — 2006. — № 47—48.
- Филиппов А. Ф. Будущая социология // Прогнозис. — 2006. — № 4(8). — С. 288—297.
- Филиппов А. Ф. Апория гуманитарного образования // Вопросы образования. — 2006. — № 4.
- Филиппов А. Ф. Пространство власти и конструкция массы: Канетти и политическая социология // Вопросы философии. — 2007. — № 3.
- Филиппов А. Ф. Ясность, беспокойство и рефлексия: К социологической характеристике современности (недоступная ссылка) / Пер. с нем. // Социологическое обозрение. — 2008. — Т. 7. — № 1. — С. 96—117. (копия)
- Филиппов А. Ф. О понятии «теоретическая социология» (недоступная ссылка) // Социологическое обозрение. — Том 7. — № 3. — 2008. — С. 75—114. (копия 1; копия 2, копия 3)
- Филиппов А. Ф. Власть как средство и среда: два рассуждения на тему Карла Шмитта (недоступная ссылка) // Синий диван. — 2008. — № 12.
- Филиппов А. Ф. Прикладная социология пространства // Социологическое обозрение. — Т. 8. — № 3. — 2009. — С. 103—115.
- Филиппов А. Ф. Техника диктатуры: к логике политической социологии // Социологическое обозрение. — 2009. — Т. 8. — № 2. — С. 40.
- Филиппов А. Ф. Пустое и наполненное: Трансформация публичного места // Социологическое обозрение. — 2009. — Т. 8. — № 3. — С. 116—127. (копия)
- Филиппов А. Ф. Понятие и проблема социологической классики: Георг Зиммель как классик социологии // Классика и классики в социальном и гуманитарном знании. — М.: Новое литературное обозрение, 2009. — С. 50—63.
- Филиппов А. Ф. Политическая социология: Проблема классики // Классика и классики в социальном и гуманитарном знании. — М.: Новое литературное обозрение, 2009. — С. 181—209.
- Филиппов А. Ф. Карл Шмитт. Духовно-историческое состояние современного парламентаризма: Предварительные замечания (О противоположности парламентаризма и демократии) // Социологическое обозрение. — 2009. — Т. 8. — № 2. — С. 6—16. (копия)
- Филиппов А. Ф. К политико-правовой философии пространства Карла Шмитта // Социологическое обозрение. — 2009. — Т. 8. — № 2. — С. 41—52. (копия)
- Филиппов А. Ф. Арнольд Гелен и Хельмут Шельски // Мыслящая Россия: История и теория интеллигенции и интеллектуалов / Под общ. ред. В. А. Куренного. — М.: Фонд «Наследие Евразии», 2009. — С. 274—313.
- Филиппов А. Ф. Актуальность философии Томаса Гоббса. — Часть 2 // Полития: Анализ. Хроника. Прогноз. — 2009. — Т. 53. — № 2. — С. 141—157. (копия (недоступная ссылка))
- Филиппов А. Ф. Актуальность философии Томаса Гоббса. — Часть 2 // Полития: Анализ. Хроника. Прогноз. — 2009. — № 4 (55). — С. 158—172. (копия (недоступная ссылка))
- Филиппов А. Ф. Актуальность философии Гоббса. — Статья первая // Социологическое обозрение. — 2009. — Т. 8. — № 3. — С. 102—112. (копия (недоступная ссылка))
- Филиппов А. Ф. Актуальность философии Гоббса. — Статья вторая // Социологическое обозрение. — 2009. — Т. 8. — № 3. — С. 113—122. (копия (недоступная ссылка))
- Филиппов А. Ф. Политический романтизм Карла Шмитта // Социологическое обозрение. — 2010. — Т. 9. — № 1. — С. 21—48.
- Филиппов А. Ф. Политика времён нацизма: Предисловие к публикации «Политики» Карла Шмитта // Социологическое обозрение. — 2010. — Т. 9. — № 3. — С. 85—93. (копия 1); (копия 2 (недоступная ссылка))
- Филиппов А. Ф. К новому становлению политической философии как теории действия: Книга Ханса Фрайера «Макьявелли» // Социологическое обозрение. — 2010. — Т. 9. — № 3. — С. 98—106.
- Филиппов А. Ф. Развивая теорию событий. — Статья первая. Дидактический эксперимент // Социологическое обозрение. — 2011. — Т. 10. — № 1—2 (25). — С. 4—20.
- Филиппов А. Ф. Политический трепет и теодицея Левиафана. — Гинзбург Карло. Страх. Почтение. Ужас // Социологическое обозрение. — 2011. — Т. 10. — № 3. — С. 180—186.
- Филиппов А. Ф. Предисловие к статье И. М. Савельевой и А. В. Полетаева «Типы знания о прошлом» // Неклассическое наследие: Андрей Полетаев / Отв. ред.: И. М. Савельева. — М.: Издательский дом НИУ ВШЭ, 2011. — С. 10—12.
- Филиппов А. Ф. Несколько тезисов об империи, порядке и полицейском государстве // Сократ. — 2011. — № 3. — С. 6—11.
- Филиппов А. Ф. Макьявелли Ханса Фрайера // Макьявелли. — М.: Владимир Даль, 2011. — С. 5—24.
- Филиппов А. Ф. Мобильность и солидарность. — Статья первая // Социологическое обозрение. — 2011. — Т. 10. — № 3. — С. 4—20.
- Филиппов А. Ф. Мобильность и солидарность. — Статья вторая // Социологическое обозрение. — 2012. — Т. 11. — № 1. — С. 19—39. (копия (недоступная ссылка))
- Филиппов А. Ф. Полицейское государство и всеобщее благо. — Статья первая // Отечественные записки. — 2012. — № 47 (2). — С. 328—340. (копия (недоступная ссылка))
- Филиппов А. Ф. Политическая теология и суверенная диктатура: Карл Шмитт о Жозефе де Местре  (недоступная ссылка) // Актуальность Жозефа де Местра: Материалы российско-французской конференции. — М.: РГГУ, 2012. — С. 227—238.
- Филиппов А. Ф. Новое рождение политического из деполитизированного: Кризис полицейского управления и множественные солидарности // Развитие и экономика. — 2012. — № 3. — С. 246—263. (копия (недоступная ссылка))
- Филиппов А. Ф. Парадоксальная мобильность // Отечественные записки. — 2012. — Т. 50. — № 5. — С. 8—23.
- Филиппов А. Ф. Повестка дня для конгресса отшельников: Новая книга по политической философии  (недоступная ссылка) // Социологическое обозрение. — 2012. — Т. 11. — № 1. — С. 120—131.
- Филиппов А. Ф. К новому политическому глоссарию  (недоступная ссылка) // Синий диван. — 2012. — Т. 17. — С. 45—52.
- Филиппов А. Ф. Послесловие // Арендт Х. Жизнь ума / Пер. с англ. — СПб.: Наука, 2013. — С. 492—515.
- Филиппов А. Ф. Учителя // Поколения ВШЭ. Учителя об учителях. (недоступная ссылка) — М.: Издательский дом НИУ ВШЭ, 2013. — С. 76—79.
- Ахутин А. В., Филиппов А. Ф. Переписка о Шмитте и политическом // Социологическое обозрение. — 2013. — Т. 13. — № 12. — С. 34—47. (копия (недоступная ссылка))
- Филиппов А. Ф. Мышление и смерть: «Жизнь ума» в философской антропологии Ханны Арендт // Вопросы философии. — 2013. — № 11. — С. 155—168.
- Филиппов А. Ф. К исторической ситуации полиции в России // Социологическое обозрение. — 2013. — Т. 12. — № 2. — С. 41—42.
- Филиппов А. Ф. Действие как событие и текст: К социологическому осмыслению Поля Рикёра // Поль Рикёр в Москве / Под общ. ред.: И. И. Блауберг, А. В. Борисенкова, О. И. Мачульская. — М.: Канон+, 2013. — С. 277—294.

на других языках
- Filippov A. F. Eliten im postimperialen Reichsraum // Berliner Debatte INITIAL. — 1992. — № 6. — S. 45-49. (нем.)
- Filippov A. F. A final view back to the Soviet Sociology // International Sociology. — Vol. 8. — No. 3. September, 1993. — P. 355—373. (англ.)
- Filippov A. F. Joseph de Maistre entre " révolution contraire " et " contraire de la révolution " // Joseph de Maistre : Un penseur de son temps et du nôtre [Actes du colloque de Moscou], 2013. Chambéry, Revue des études maistriennes, 15 Issue 15. Savoie : Université de Savoie[англ.], 2013. — P. 169—178. (фр.)
- Filippov A. F. The other ‘Hobbes’ people’: An alternative reading of Hobbes  (недоступная ссылка) // Journal of Classical Sociology. — 2013. — Vol. 13. — No. 1. — P. 113—135. (англ.)

### Рецензии
- Филиппов А. Ф. Общее, общественное и публичное в их преемственности и изменении. Рецензия на книгу: «От общественного к публичному» / Под редакцией О. В. Хархордина. — СПб.: Европейский университет, 2011 // Социология власти. — 2013. — № 1—2. — С. 269—285. (копия (недоступная ссылка))

### Переводы
- Шелер М. Положение человека в Космосе // Проблема человека в западной философии: Переводы / Сост. и послесл. П. С. Гуревича; Общ. ред. Ю. Н. Попова. — М.: Прогресс, 1988. — С. 31—95.
- Плеснер Х. Ступени органического и человек // Проблема человека в западной философии: Переводы / Сост. и послесл. П. С. Гуревича; Общ. ред. Ю. Н. Попова. — М.: Прогресс, 1988. — С. 96—151.
- Гелен А. О систематике антропологии // Проблема человека в западной философии: Переводы / Сост. и послесл. П. С. Гуревича; Общ. ред. Ю. Н. Попова. — М.: Прогресс, 1988. — С. 152—201.

### Научная редакция
- Теория общества: Сборник / Пер. с нем., англ.; Вступ. статья, сост. и общ. ред. А. Ф. Филиппова. — М.: КАНОН-пресс-Ц; Кучково поле, 1999. — 416 с. — (Logica Socialis).
- Рикёр П. Модель текста: осмысленное действие как текст / Перев.: А. В. Борисенкова; под общ. ред. А. Ф. Филиппова. Т. 7. — М.: Издательский дом ГУ-ВШЭ, 2008.
- Рикёр П. Модель текста: осмысленное действие как текст (недоступная ссылка) / Пер. с англ.: А. В. Борисенкова // Социологическое обозрение. — 2008. — Т. 7. — № 1. — С. 25—43. (копия)
- Шмитт К. Глоссарий // Социологическое обозрение. — 2011. — Т. 10. — № 3. (копия)

## Публицистика
- Филиппов А. Ф. России не быть империей // Независимая газета. — 1993. — 14 августа. — № 153(577).

## Интервью
- Филиппов А. Ф. Наблюдатель империи: Интервью // «Путь». — № 5(27). — 1993. — С. 9.